# Vårnörel
Vårnörel (Minuartia verna) är en nejlikväxtart. Vårnörel ingår i släktet nörlar, och familjen nejlikväxter.

## Underarter
Arten delas in i följande underarter:
- M. v. brevipetala
- M. v. collina
- M. v. glacialis
- M. v. grandiflora
- M. v. paui
- M. v. verna
- M. v. japonica

## Bildgalleri

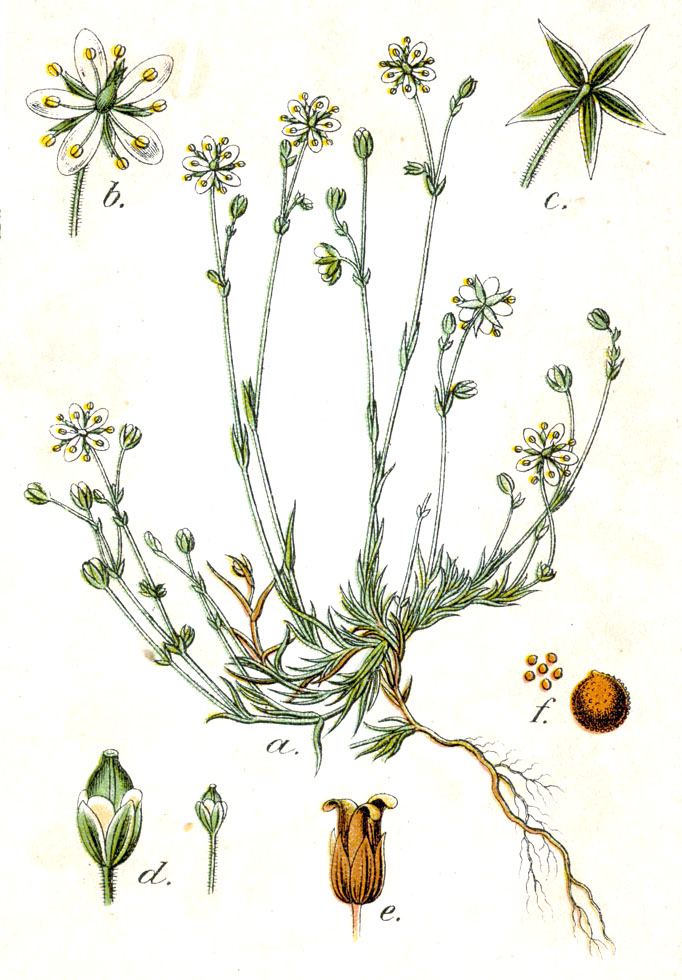
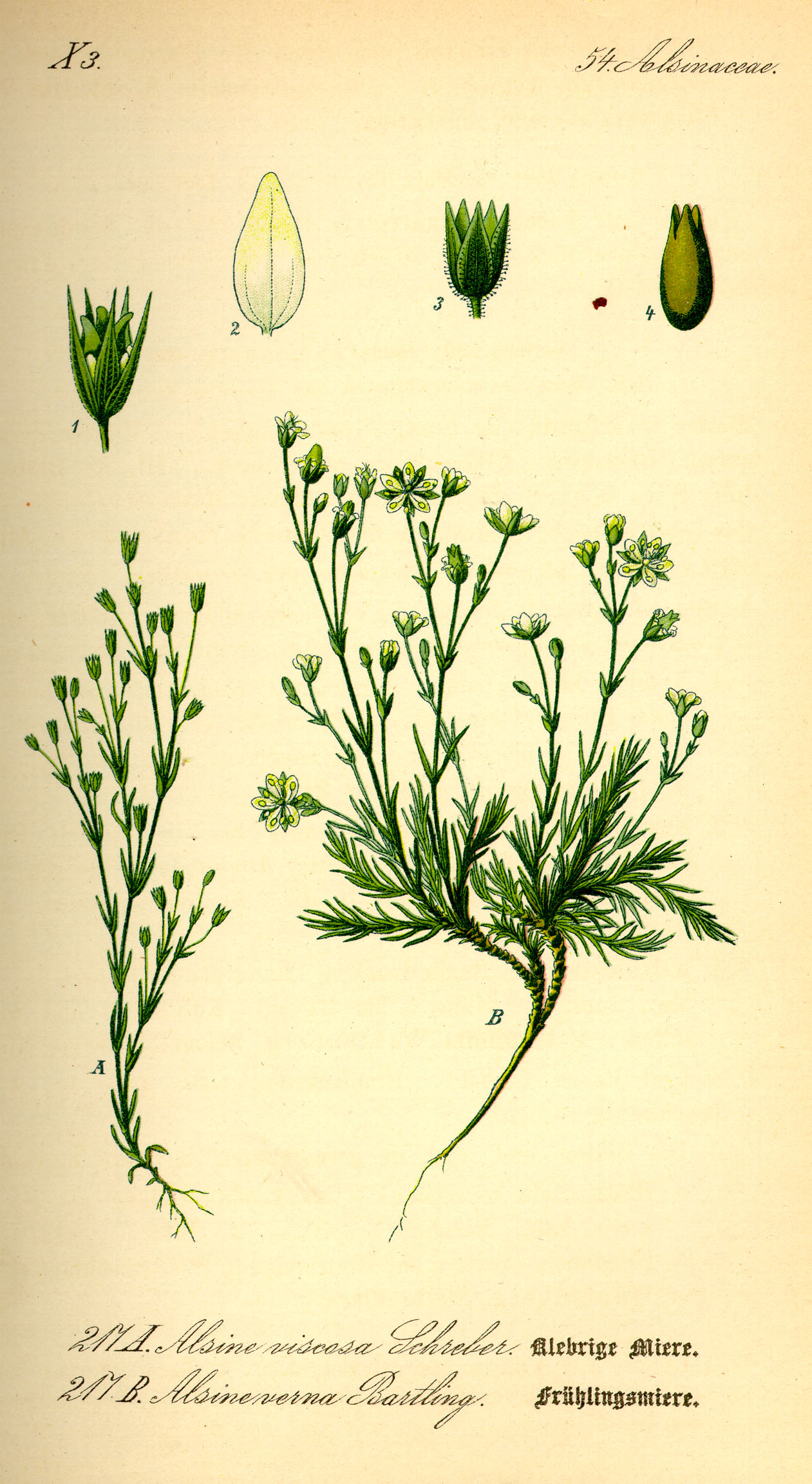
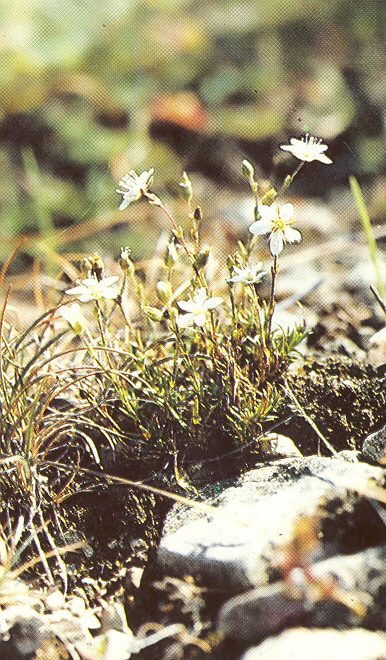
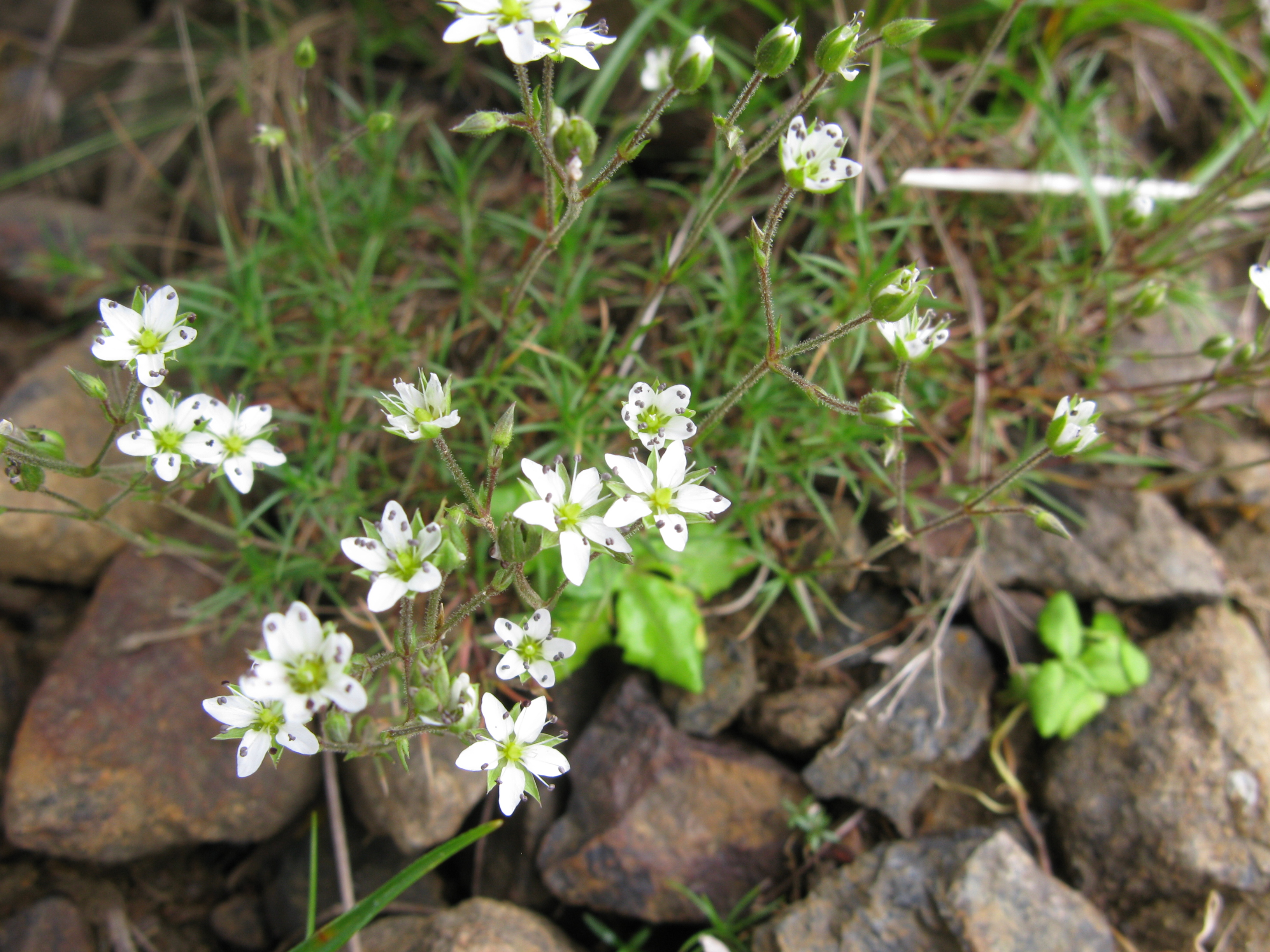
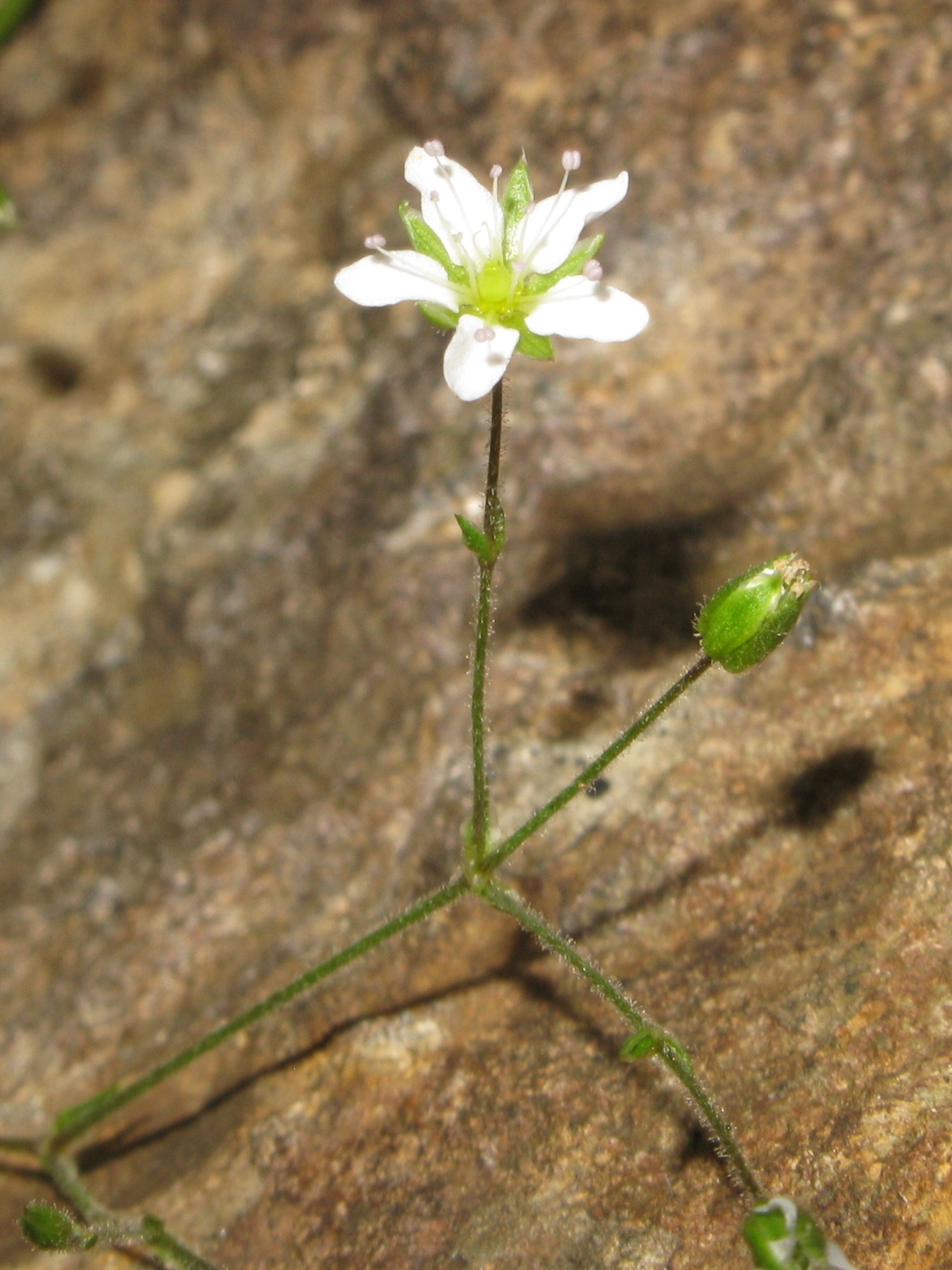
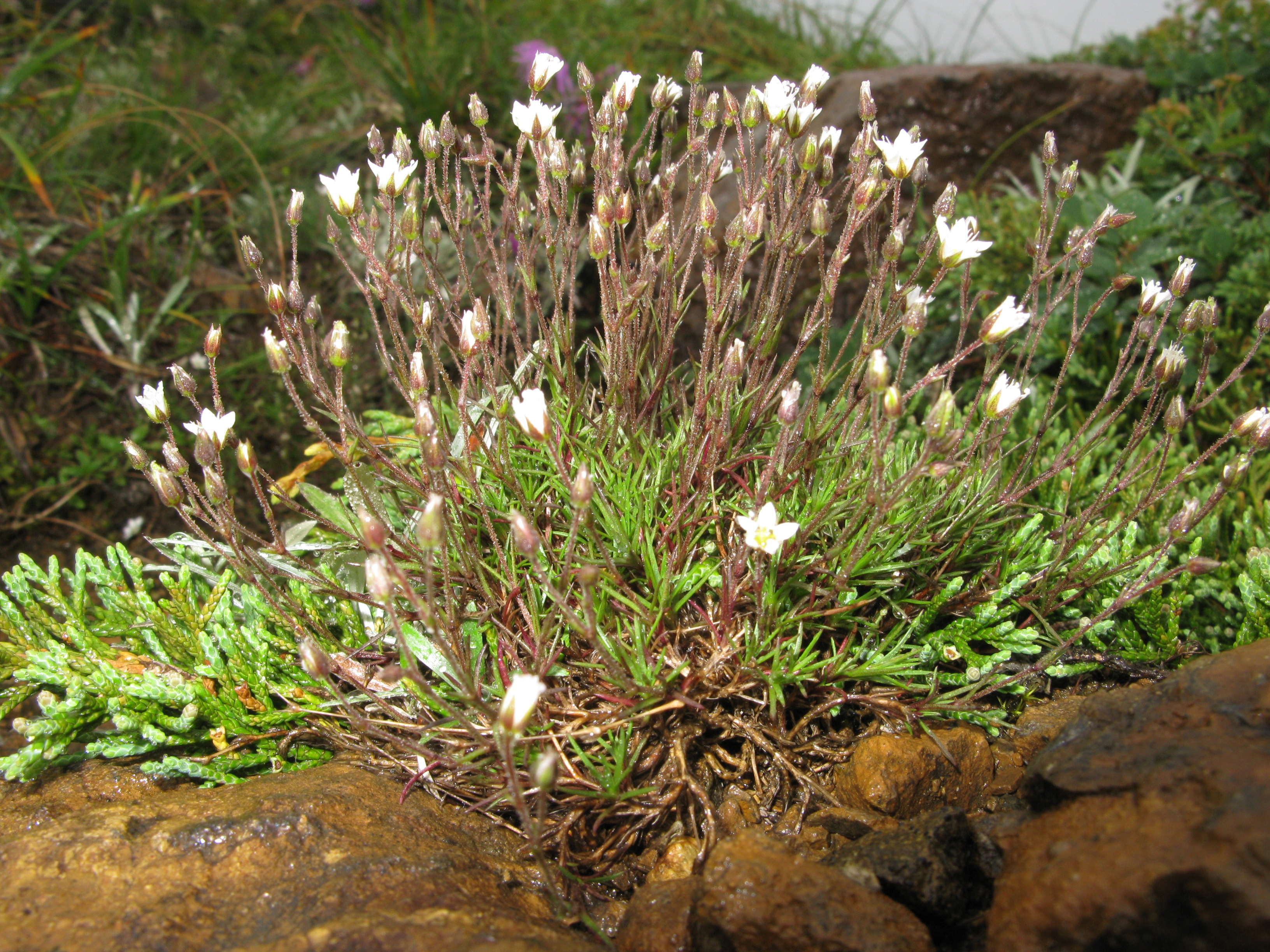